# Лаутит
Лаути́т (англ. lautite; нім. Lautit m) — мінерал, арсенід-сульфід міді.

## Загальний опис
Хімічна формула:  CuAsS. Містить (%): Cu — 37,20; As — 44,01; S — 18,79. Сингонія ромбічна. Вид ромбо-дипірамідальний. Утворює дрібні короткопризматичні й таблитчасті кристали, хрестоподібні двійники і трійники. Спайність по (001) ясна, по (021) і (110) недосконала. Густина 4,3—4,9. Твердість 3,5—3,75. Колір чорний до сталево-сірого з червонуватим відтінком. Крихкий. Риса чорна. Блиск металічний до напівметалічного. Непрозорий. Знайдений разом з самородним арсеном, пруститом, піраргіритом, халькопіритом та ін. Рідкісний. За назвою родов. Лаута (ФРН), A. Frenzel, 1881.